# Xavier van Bourbon-Parma
Frans Xavier Karel Maria Anna Jozef van Bourbon-Parma (Camaiore, 25 mei 1889 – Zizers, 7 mei 1977) was vanaf 1974, na het overlijden van zijn neef Robert II, titulair hertog van Parma, de zevende carlistische troonpretendent en volgens sommigen ook wettig pretendent van de Franse troon. Hij was het vijftiende kind en de zesde zoon van titulair hertog Robert I van Parma en is in Nederland bekend als vader van Karel Hugo van Bourbon-Parma, de voormalige echtgenoot van prinses Irene.
Hij ontving onderwijs aan het seminarie der jezuïeten te Feldkirch, volgde in Frankrijk een opleiding tot landbouwkundig ingenieur en studeerde te Parijs politieke en economische wetenschappen.

## Eerste Wereldoorlog
Bij het uitbreken van de Eerste Wereldoorlog meldde hij zich samen met zijn oudere broer Sixtus aan bij het Franse leger maar zij konden als buitenlandse prinsen niet worden toegelaten. In het Belgische leger werden de broers wel toegelaten en zij brachten het in de oorlog tot kapitein bij de artillerie. Xaviers zuster Zita was als echtgenote van Karel I echter keizerin van Oostenrijk-Hongarije en zijn broers Elias en Felix dienden in het Oostenrijkse leger. Deze situatie leidde in 1917 tot de zogenoemde Sixtus-affaire.
Xavier droeg het Franse Croix de guerre en het Belgische Oorlogskruis. Hij was ridder in de Belgische Orde van Leopold II.

## Huwelijk en kinderen
Na de oorlog nam hij de Franse nationaliteit aan en trad op 12 november 1927 op het kasteel van Lignières in het huwelijk met Marie Madeleine Yvonne de Bourbon-Busset (23 maart 1898 – 1 september 1984), een afstammeling van Lodewijk van Bourbon, prins-bisschop van Luik.
Xavier en Madeleine hadden 6 kinderen:
- Maria Francisca (19 augustus 1928), trouwde met prins Eduard van Lobkowicz (1926–2010)
- Carel Hugo, hertog van Parma (8 april 1930 – 18 augustus 2010), trouwde met prinses Irene der Nederlanden (1939)
- Maria Teresa (28 juli 1933 – 26 maart 2020)
- Cecilia (12 april 1935 - 1 september 2021)
- Maria de las Nieves (29 april 1937)
- Sixtus Hendrik (22 juli 1940)

## Spaanse Burgeroorlog
Hoewel met de dood van de carlistische troonpretendent Alfonso Carlos de Borbón in 1936 het Spaanse dynastieke geschil in theorie was opgelost – met hem stierf de carlistische tak van het huis Bourbon uit en verviel het recht op de troon dus aan Alfons XIII – weigerde een deel der carlisten Alfons XIII als wettig troonpretendent (hij was in 1931 afgezet) te erkennen. Volgens hen kwam het recht op de Spaanse troon nu toe aan de tak Bourbon-Parma en wel in de persoon van Xavier (zijn oudere broers werden vanwege hun politieke sympathieën of persoonlijke levenswandel niet geschikt geacht), die door Alfonso Carlos als regent was aangewezen.
Xavier gaf zijn aanhangers (requetés) militaire training in Spanje. Hij nam actief deel aan de opstand van generaal Mola tegen de Tweede Spaanse Republiek die leidde tot de Spaanse Burgeroorlog. Zijn vrijwilligers golden als goede en fanatieke strijders. Francisco Franco volgde Mola op en legde een fascistische ideologie op. Toen Xavier zich hiertegen verzette werd hij door Franco het land uitgezet.

## Tweede Wereldoorlog
Xavier diende gedurende de Tweede Wereldoorlog opnieuw in het Belgische leger en speelde later een belangrijke rol bij de Franse maquis. Hij werd door de nazi's gevangengenomen en naar Natzweiler en Dachau gezonden. In Dachau weigerde hij de hem aangeboden elite-behandeling. Hij wenste net als alle andere gevangenen te worden behandeld.
Nadat hij in 1945 door Amerikaanse troepen was bevrijd ging hij met zijn gezin weer op zijn beide kastelen in Frankrijk wonen. In 1952 riep hij zich uit tot koning van Spanje, maar werd in 1969 door Franco gepasseerd toen deze Juan Carlos de Borbón, kleinzoon van Alfons XIII, als opvolger aanwees. Xavier benoemde in 1975 zijn oudste zoon Carlos Hugo als troonopvolger en noemde zichzelf voortaan graaf van Molina.

## Kwartierstaat
| Karel II van Bourbon-Parma (1799-1883) | Karel II van Bourbon-Parma (1799-1883) | Karel II van Bourbon-Parma (1799-1883) | Karel II van Bourbon-Parma (1799-1883) | Karel II van Bourbon-Parma (1799-1883)  | Karel II van Bourbon-Parma (1799-1883)  | Maria Theresia van Sardinië (1803-1879) | Maria Theresia van Sardinië (1803-1879) | Maria Theresia van Sardinië (1803-1879) | Maria Theresia van Sardinië (1803-1879) | Maria Theresia van Sardinië (1803-1879) | Maria Theresia van Sardinië (1803-1879) |                                        |                                        | Karel Ferdinand van Berry (1778−1820)  | Karel Ferdinand van Berry (1778−1820)  | Karel Ferdinand van Berry (1778−1820)  | Karel Ferdinand van Berry (1778−1820)  | Karel Ferdinand van Berry (1778−1820)  | Karel Ferdinand van Berry (1778−1820)  | Maria Carolina van Bourbon-Sicilië (1798−1870) | Maria Carolina van Bourbon-Sicilië (1798−1870) | Maria Carolina van Bourbon-Sicilië (1798−1870) | Maria Carolina van Bourbon-Sicilië (1798−1870) | Maria Carolina van Bourbon-Sicilië (1798−1870) | Maria Carolina van Bourbon-Sicilië (1798−1870) |                                     |                                     | Johan VI van Portugal (1767-1826)   | Johan VI van Portugal (1767-1826)   | Johan VI van Portugal (1767-1826) | Johan VI van Portugal (1767-1826) | Johan VI van Portugal (1767-1826)  | Johan VI van Portugal (1767-1826)  | Charlotte Joachime van Bourbon (1775-1830) | Charlotte Joachime van Bourbon (1775-1830) | Charlotte Joachime van Bourbon (1775-1830) | Charlotte Joachime van Bourbon (1775-1830) | Charlotte Joachime van Bourbon (1775-1830) | Charlotte Joachime van Bourbon (1775-1830) |                                        |                                        | Constantijn van Löwenstein-Wertheim-Rosenberg (1802–1838) | Constantijn van Löwenstein-Wertheim-Rosenberg (1802–1838) | Constantijn van Löwenstein-Wertheim-Rosenberg (1802–1838) | Constantijn van Löwenstein-Wertheim-Rosenberg (1802–1838) | Constantijn van Löwenstein-Wertheim-Rosenberg (1802–1838) | Constantijn van Löwenstein-Wertheim-Rosenberg (1802–1838) | Maria Agnes Henriette van Hohenlohe-Langenburg (1804–1835)     | Maria Agnes Henriette van Hohenlohe-Langenburg (1804–1835)     | Maria Agnes Henriette van Hohenlohe-Langenburg (1804–1835)     | Maria Agnes Henriette van Hohenlohe-Langenburg (1804–1835)     | Maria Agnes Henriette van Hohenlohe-Langenburg (1804–1835)     | Maria Agnes Henriette van Hohenlohe-Langenburg (1804–1835)     |  |  |  |  |  |  |  |  |  |  |  |  |  |  |  |  |  |  |  |  |  |  |  |  |  |  |  |  |  |  |  |  |  |  |  |  |  |  |  |  |  |  |  |  |  |  |  |  |
| Karel II van Bourbon-Parma (1799-1883) | Karel II van Bourbon-Parma (1799-1883) | Karel II van Bourbon-Parma (1799-1883) | Karel II van Bourbon-Parma (1799-1883) | Karel II van Bourbon-Parma (1799-1883)  | Karel II van Bourbon-Parma (1799-1883)  | Maria Theresia van Sardinië (1803-1879) | Maria Theresia van Sardinië (1803-1879) | Maria Theresia van Sardinië (1803-1879) | Maria Theresia van Sardinië (1803-1879) | Maria Theresia van Sardinië (1803-1879) | Maria Theresia van Sardinië (1803-1879) |                                        |                                        | Karel Ferdinand van Berry (1778−1820)  | Karel Ferdinand van Berry (1778−1820)  | Karel Ferdinand van Berry (1778−1820)  | Karel Ferdinand van Berry (1778−1820)  | Karel Ferdinand van Berry (1778−1820)  | Karel Ferdinand van Berry (1778−1820)  | Maria Carolina van Bourbon-Sicilië (1798−1870) | Maria Carolina van Bourbon-Sicilië (1798−1870) | Maria Carolina van Bourbon-Sicilië (1798−1870) | Maria Carolina van Bourbon-Sicilië (1798−1870) | Maria Carolina van Bourbon-Sicilië (1798−1870) | Maria Carolina van Bourbon-Sicilië (1798−1870) |                                     |                                     | Johan VI van Portugal (1767-1826)   | Johan VI van Portugal (1767-1826)   | Johan VI van Portugal (1767-1826) | Johan VI van Portugal (1767-1826) | Johan VI van Portugal (1767-1826)  | Johan VI van Portugal (1767-1826)  | Charlotte Joachime van Bourbon (1775-1830) | Charlotte Joachime van Bourbon (1775-1830) | Charlotte Joachime van Bourbon (1775-1830) | Charlotte Joachime van Bourbon (1775-1830) | Charlotte Joachime van Bourbon (1775-1830) | Charlotte Joachime van Bourbon (1775-1830) |                                        |                                        | Constantijn van Löwenstein-Wertheim-Rosenberg (1802–1838) | Constantijn van Löwenstein-Wertheim-Rosenberg (1802–1838) | Constantijn van Löwenstein-Wertheim-Rosenberg (1802–1838) | Constantijn van Löwenstein-Wertheim-Rosenberg (1802–1838) | Constantijn van Löwenstein-Wertheim-Rosenberg (1802–1838) | Constantijn van Löwenstein-Wertheim-Rosenberg (1802–1838) | Maria Agnes Henriette van Hohenlohe-Langenburg (1804–1835)     | Maria Agnes Henriette van Hohenlohe-Langenburg (1804–1835)     | Maria Agnes Henriette van Hohenlohe-Langenburg (1804–1835)     | Maria Agnes Henriette van Hohenlohe-Langenburg (1804–1835)     | Maria Agnes Henriette van Hohenlohe-Langenburg (1804–1835)     | Maria Agnes Henriette van Hohenlohe-Langenburg (1804–1835)     |  |  |  |  |  |  |  |  |  |  |  |  |  |  |  |  |  |  |  |  |  |  |  |  |  |  |  |  |  |  |  |  |  |  |  |  |  |  |  |  |  |  |  |  |  |  |  |  |
|                                        |                                        |                                        |                                        |                                         |                                         |                                         |                                         |                                         |                                         |                                         |                                         |                                        |                                        |                                        |                                        |                                        |                                        |                                        |                                        |                                                |                                                |                                                |                                                |                                                |                                                |                                     |                                     |                                     |                                     |                                   |                                   |                                    |                                    |                                            |                                            |                                            |                                            |                                            |                                            |                                        |                                        |                                                           |                                                           |                                                           |                                                           |                                                           |                                                           |                                                                |                                                                |                                                                |                                                                |                                                                |                                                                |  |  |  |  |  |  |  |  |  |  |  |  |  |  |  |  |  |  |  |  |  |  |  |  |  |  |  |  |  |  |  |  |  |  |  |  |  |  |  |  |  |  |  |  |  |  |  |  |
|                                        |                                        |                                        |                                        | Karel III van Bourbon-Parma (1823-1854) | Karel III van Bourbon-Parma (1823-1854) | Karel III van Bourbon-Parma (1823-1854) | Karel III van Bourbon-Parma (1823-1854) | Karel III van Bourbon-Parma (1823-1854) | Karel III van Bourbon-Parma (1823-1854) |                                         |                                         |                                        |                                        |                                        |                                        | Louise Maria van Frankrijk (1819-1864) | Louise Maria van Frankrijk (1819-1864) | Louise Maria van Frankrijk (1819-1864) | Louise Maria van Frankrijk (1819-1864) | Louise Maria van Frankrijk (1819-1864)         | Louise Maria van Frankrijk (1819-1864)         |                                                |                                                |                                                |                                                |                                     |                                     |                                     |                                     |                                   |                                   | Michaël I van Portugal (1802-1866) | Michaël I van Portugal (1802-1866) | Michaël I van Portugal (1802-1866)         | Michaël I van Portugal (1802-1866)         | Michaël I van Portugal (1802-1866)         | Michaël I van Portugal (1802-1866)         |                                            |                                            |                                        |                                        |                                                           |                                                           | Adelheid van Löwenstein- Wertheim-Rosenberg (1831-1909)   | Adelheid van Löwenstein- Wertheim-Rosenberg (1831-1909)   | Adelheid van Löwenstein- Wertheim-Rosenberg (1831-1909)   | Adelheid van Löwenstein- Wertheim-Rosenberg (1831-1909)   | Adelheid van Löwenstein- Wertheim-Rosenberg (1831-1909)        | Adelheid van Löwenstein- Wertheim-Rosenberg (1831-1909)        |                                                                |                                                                |                                                                |                                                                |  |  |  |  |  |  |  |  |  |  |  |  |  |  |  |  |  |  |  |  |  |  |  |  |  |  |  |  |  |  |  |  |  |  |  |  |  |  |  |  |  |  |  |  |  |  |  |  |
|                                        |                                        |                                        |                                        | Karel III van Bourbon-Parma (1823-1854) | Karel III van Bourbon-Parma (1823-1854) | Karel III van Bourbon-Parma (1823-1854) | Karel III van Bourbon-Parma (1823-1854) | Karel III van Bourbon-Parma (1823-1854) | Karel III van Bourbon-Parma (1823-1854) |                                         |                                         |                                        |                                        |                                        |                                        | Louise Maria van Frankrijk (1819-1864) | Louise Maria van Frankrijk (1819-1864) | Louise Maria van Frankrijk (1819-1864) | Louise Maria van Frankrijk (1819-1864) | Louise Maria van Frankrijk (1819-1864)         | Louise Maria van Frankrijk (1819-1864)         |                                                |                                                |                                                |                                                |                                     |                                     |                                     |                                     |                                   |                                   | Michaël I van Portugal (1802-1866) | Michaël I van Portugal (1802-1866) | Michaël I van Portugal (1802-1866)         | Michaël I van Portugal (1802-1866)         | Michaël I van Portugal (1802-1866)         | Michaël I van Portugal (1802-1866)         |                                            |                                            |                                        |                                        |                                                           |                                                           | Adelheid van Löwenstein- Wertheim-Rosenberg (1831-1909)   | Adelheid van Löwenstein- Wertheim-Rosenberg (1831-1909)   | Adelheid van Löwenstein- Wertheim-Rosenberg (1831-1909)   | Adelheid van Löwenstein- Wertheim-Rosenberg (1831-1909)   | Adelheid van Löwenstein- Wertheim-Rosenberg (1831-1909)        | Adelheid van Löwenstein- Wertheim-Rosenberg (1831-1909)        |                                                                |                                                                |                                                                |                                                                |  |  |  |  |  |  |  |  |  |  |  |  |  |  |  |  |  |  |  |  |  |  |  |  |  |  |  |  |  |  |  |  |  |  |  |  |  |  |  |  |  |  |  |  |  |  |  |  |
|                                        |                                        |                                        |                                        |                                         |                                         |                                         |                                         |                                         |                                         | Robert I van Bourbon-Parma (1848-1907)  | Robert I van Bourbon-Parma (1848-1907)  | Robert I van Bourbon-Parma (1848-1907) | Robert I van Bourbon-Parma (1848-1907) | Robert I van Bourbon-Parma (1848-1907) | Robert I van Bourbon-Parma (1848-1907) |                                        |                                        |                                        |                                        |                                                |                                                |                                                |                                                |                                                |                                                |                                     |                                     |                                     |                                     |                                   |                                   |                                    |                                    |                                            |                                            |                                            |                                            | Maria Antonia van Bragança (1862-1959)     | Maria Antonia van Bragança (1862-1959)     | Maria Antonia van Bragança (1862-1959) | Maria Antonia van Bragança (1862-1959) | Maria Antonia van Bragança (1862-1959)                    | Maria Antonia van Bragança (1862-1959)                    |                                                           |                                                           |                                                           |                                                           |                                                                |                                                                |                                                                |                                                                |                                                                |                                                                |  |  |  |  |  |  |  |  |  |  |  |  |  |  |  |  |  |  |  |  |  |  |  |  |  |  |  |  |  |  |  |  |  |  |  |  |  |  |  |  |  |  |  |  |  |  |  |  |
|                                        |                                        |                                        |                                        |                                         |                                         |                                         |                                         |                                         |                                         | Robert I van Bourbon-Parma (1848-1907)  | Robert I van Bourbon-Parma (1848-1907)  | Robert I van Bourbon-Parma (1848-1907) | Robert I van Bourbon-Parma (1848-1907) | Robert I van Bourbon-Parma (1848-1907) | Robert I van Bourbon-Parma (1848-1907) |                                        |                                        |                                        |                                        |                                                |                                                |                                                |                                                |                                                |                                                |                                     |                                     |                                     |                                     |                                   |                                   |                                    |                                    |                                            |                                            |                                            |                                            | Maria Antonia van Bragança (1862-1959)     | Maria Antonia van Bragança (1862-1959)     | Maria Antonia van Bragança (1862-1959) | Maria Antonia van Bragança (1862-1959) | Maria Antonia van Bragança (1862-1959)                    | Maria Antonia van Bragança (1862-1959)                    |                                                           |                                                           |                                                           |                                                           |                                                                |                                                                |                                                                |                                                                |                                                                |                                                                |  |  |  |  |  |  |  |  |  |  |  |  |  |  |  |  |  |  |  |  |  |  |  |  |  |  |  |  |  |  |  |  |  |  |  |  |  |  |  |  |  |  |  |  |  |  |  |  |
|                                        |                                        |                                        |                                        |                                         |                                         |                                         |                                         |                                         |                                         |                                         |                                         |                                        |                                        |                                        |                                        |                                        |                                        |                                        |                                        |                                                |                                                |                                                |                                                |                                                |                                                |                                     |                                     |                                     |                                     |                                   |                                   |                                    |                                    |                                            |                                            |                                            |                                            |                                            |                                            |                                        |                                        |                                                           |                                                           |                                                           |                                                           |                                                           |                                                           |                                                                |                                                                |                                                                |                                                                |                                                                |                                                                |  |  |  |  |  |  |  |  |  |  |  |  |  |  |  |  |  |  |  |  |  |  |  |  |  |  |  |  |  |  |  |  |  |  |  |  |  |  |  |  |  |  |  |  |  |  |  |  |
|                                        |                                        |                                        |                                        |                                         |                                         |                                         |                                         |                                         |                                         |                                         |                                         |                                        |                                        |                                        |                                        |                                        |                                        |                                        |                                        |                                                |                                                |                                                |                                                |                                                |                                                |                                     |                                     |                                     |                                     |                                   |                                   |                                    |                                    |                                            |                                            |                                            |                                            |                                            |                                            |                                        |                                        |                                                           |                                                           |                                                           |                                                           |                                                           |                                                           |                                                                |                                                                |                                                                |                                                                |                                                                |                                                                |  |  |  |  |  |  |  |  |  |  |  |  |  |  |  |  |  |  |  |  |  |  |  |  |  |  |  |  |  |  |  |  |  |  |  |  |  |  |  |  |  |  |  |  |  |  |  |  |
| Sixtus van Bourbon-Parma (1886-1934)   | Sixtus van Bourbon-Parma (1886-1934)   | Sixtus van Bourbon-Parma (1886-1934)   | Sixtus van Bourbon-Parma (1886-1934)   | Sixtus van Bourbon-Parma (1886-1934)    | Sixtus van Bourbon-Parma (1886-1934)    |                                         |                                         | Xavier van Bourbon-Parma (1889-1977)    | Xavier van Bourbon-Parma (1889-1977)    | Xavier van Bourbon-Parma (1889-1977)    | Xavier van Bourbon-Parma (1889-1977)    | Xavier van Bourbon-Parma (1889-1977)   | Xavier van Bourbon-Parma (1889-1977)   |                                        |                                        | Zita van Bourbon-Parma (1892-1989)     | Zita van Bourbon-Parma (1892-1989)     | Zita van Bourbon-Parma (1892-1989)     | Zita van Bourbon-Parma (1892-1989)     | Zita van Bourbon-Parma (1892-1989)             | Zita van Bourbon-Parma (1892-1989)             |                                                |                                                | Felix van Bourbon-Parma (1893-1970)            | Felix van Bourbon-Parma (1893-1970)            | Felix van Bourbon-Parma (1893-1970) | Felix van Bourbon-Parma (1893-1970) | Felix van Bourbon-Parma (1893-1970) | Felix van Bourbon-Parma (1893-1970) |                                   |                                   | René van Bourbon-Parma (1894-1962) | René van Bourbon-Parma (1894-1962) | René van Bourbon-Parma (1894-1962)         | René van Bourbon-Parma (1894-1962)         | René van Bourbon-Parma (1894-1962)         | René van Bourbon-Parma (1894-1962)         |                                            |                                            | Lodewijk van Bourbon-Parma (1899-1967) | Lodewijk van Bourbon-Parma (1899-1967) | Lodewijk van Bourbon-Parma (1899-1967)                    | Lodewijk van Bourbon-Parma (1899-1967)                    | Lodewijk van Bourbon-Parma (1899-1967)                    | Lodewijk van Bourbon-Parma (1899-1967)                    |                                                           |                                                           | ... + 5 zusters en 1 broer (en 10 halfzusters en 4 halfbroers) | ... + 5 zusters en 1 broer (en 10 halfzusters en 4 halfbroers) | ... + 5 zusters en 1 broer (en 10 halfzusters en 4 halfbroers) | ... + 5 zusters en 1 broer (en 10 halfzusters en 4 halfbroers) | ... + 5 zusters en 1 broer (en 10 halfzusters en 4 halfbroers) | ... + 5 zusters en 1 broer (en 10 halfzusters en 4 halfbroers) |  |  |  |  |  |  |  |  |  |  |  |  |  |  |  |  |  |  |  |  |  |  |  |  |  |  |  |  |  |  |  |  |  |  |  |  |  |  |  |  |  |  |  |  |  |  |  |  |

- Bibliothèque nationale de France: cb119854940 (data)
- Gemeinsame Normdatei: 121731294
- International Standard Name Identifier: 0000 0000 7865 921X
- Library of Congress Control Number: n2005057359
- Nationale Bibliotheek van Israël: 987007447945905171
- Nederlandse Thesaurus van Auteursnamen: 169952460
- Réseau des bibliothèques de Suisse occidentale: 02-A003031672
- Système universitaire de documentation: 076491153
- Virtual International Authority File: 65880024